# Persone di nome Mauro
| Questa pagina contiene informazioni ricavate automaticamente dalle voci biografiche con l'ausilio del template Bio e di un bot. L'aggiornamento è periodico e automatico e ricostruisce completamente la pagina. Se manca una persona in questa lista, sei pregato di non aggiungerla, ma accertati piuttosto che la sua voce biografica contenga il template Bio e che i dati anagrafici siano correttamente compilati. Se il template Bio manca, inseriscilo tu stesso o, in alternativa, metti l'avviso {{tmp\|Bio}} che ne segnala la mancanza. Se i dati riportati sono sbagliati, correggi direttamente la voce biografica; le modifiche saranno visibili in questa lista entro pochi giorni. Per chiarimenti vedi il progetto antroponimi. La lista contiene solo le 465 persone che sono citate nell'enciclopedia e per le quali è stato implementato correttamente il template Bio. Pagina aggiornata al 6 ago 2025. |

Questa è una lista di persone presenti nell'enciclopedia che hanno il nome Mauro, suddivise per attività principale.

## Abati(4)
- Mauro, abate italiano (Roma - Angers)
- Mauro di Pécs, abate e vescovo ungherese (Pécs)
- Mauro Meacci, abate italiano (Pisa, n. 1955)
- Mauro Serafini, abate italiano (Roma, n. 1859 - † 1925)

## Allenatori di baseball(1)
- Mauro Mazzotti, allenatore di baseball e dirigente sportivo italiano (Cesena, n. 1959)

## Allenatori di calcio(28)
- Mauro Amenta, allenatore di calcio e ex calciatore italiano (Orbetello, n. 1953)
- Mauro Antonioli, allenatore di calcio e ex calciatore italiano (Milano, n. 1968)
- Mauro Bacchin, allenatore di calcio e ex calciatore italiano (Jesolo, n. 1969)
- Mauro Biello, allenatore di calcio e ex calciatore canadese (Montréal, n. 1972)
- Mauro Caballero, allenatore di calcio e ex calciatore paraguaiano (Altos, n. 1972)
- Mauro Camoranesi, allenatore di calcio e ex calciatore argentino (Tandil, n. 1976)
- Joel Carli, allenatore di calcio e ex calciatore argentino (Mar del Plata, n. 1986)
- Mauro De Vecchis, allenatore di calcio italiano (n. 1967)
- Mauro Della Bianchina, allenatore di calcio e ex calciatore italiano (Massa, n. 1954)
- Mauro Di Cicco, allenatore di calcio e ex calciatore italiano (San Vincenzo Valle Roveto, n. 1952)
- Mauro Esposito, allenatore di calcio e ex calciatore italiano (Torre del Greco, n. 1979)
- Mauro Gatti, allenatore di calcio e ex calciatore italiano (Firenze, n. 1937)
- Mauro Gerk, allenatore di calcio e ex calciatore argentino (Buenos Aires, n. 1977)
- Mark Iuliano, allenatore di calcio e ex calciatore italiano (Cosenza, n. 1973)
- Mauro Lessi, allenatore di calcio e calciatore italiano (Livorno, n. 1935 - Livorno, † 2017)
- Mauro Lustrinelli, allenatore di calcio e ex calciatore svizzero (Bellinzona, n. 1976)
- Mauro Manzoni, allenatore di calcio e ex calciatore italiano (Roma, n. 1958)
- Mauro Mayer, allenatore di calcio e ex calciatore italiano (Jesolo, n. 1970)
- Mauro Nardini, allenatore di calcio e ex calciatore italiano (Massa, n. 1964)
- Mauro Navas, allenatore di calcio e ex calciatore argentino (Lomas de Zamora, n. 1974)
- Mauro Rabitti, allenatore di calcio, dirigente sportivo e ex calciatore italiano (Scandiano, n. 1958)
- Mauro Ravnić, allenatore di calcio e calciatore croato (Fiume, n. 1959)
- Mauro Rosin, allenatore di calcio e ex calciatore italiano (Genova, n. 1964)
- Mauro Sandreani, allenatore di calcio e ex calciatore italiano (Roma, n. 1954)
- Mauro Tassotti, allenatore di calcio, dirigente sportivo e ex calciatore italiano (Roma, n. 1960)
- Mauro Valentini, allenatore di calcio e ex calciatore italiano (Viterbo, n. 1964)
- Mauro Viviani, allenatore di calcio e ex calciatore italiano (Livorno, n. 1949)
- Mauro Zironelli, allenatore di calcio e ex calciatore italiano (Thiene, n. 1970)

## Allenatori di hockey su pista(1)
- Mauro Cinquini, allenatore di hockey su pista e ex hockeista su pista italiano (Viareggio, n. 1960)

## Allenatori di pallacanestro(1)
- Mauro Di Vincenzo, allenatore di pallacanestro italiano (Bologna, n. 1952)

## Allenatori di pallanuoto(1)
- Mauro Maugeri, allenatore di pallanuoto e pallanuotista italiano (Aci Castello, n. 1959 - Catania, † 2017)

## Allenatori di pallavolo(1)
- Mauro Berruto, allenatore di pallavolo e politico italiano (Torino, n. 1969)

## Allenatori di sci alpino(1)
- Mauro Cornaz, allenatore di sci alpino, dirigente sportivo e ex sciatore alpino italiano (n. 1960)

## Alpinisti(1)
- Mauro Bernardi, alpinista e ex sciatore alpino italiano (Bolzano, n. 1957)

## Altisti(1)
- Mauro Bogliatto, ex altista italiano (Ala di Stura, n. 1943)

## Arbitri di calcio(2)
- Mauro Bergonzi, ex arbitro di calcio e dirigente sportivo italiano (Genova, n. 1971)
- Mauro Felicani, arbitro di calcio italiano (Sant'Agata Bolognese, n. 1950)

## Archeologi(1)
- Mauro Cristofani, archeologo e etruscologo italiano (Roma, n. 1941 - Roma, † 1997)

## Architetti(3)
- Mauro Bertagnin, architetto e urbanista italiano (Padova, n. 1949)
- Mauro Codussi, architetto italiano (Lenna - Venezia, † 1504)
- Mauro Manieri, architetto italiano (Lecce, n. 1687)

## Arcieri(1)
- Mauro Nespoli, arciere italiano (Voghera, n. 1987)

## Arcivescovi cattolici(1)
- Mauro Aparecido dos Santos, arcivescovo cattolico brasiliano (Fartura, n. 1954 - Cascavel, † 2021)

## Arrampicatori(1)
- Mauro Calibani, arrampicatore italiano (Ascoli Piceno, n. 1974)

## Artisti(1)
- Mauro Martoriati, artista italiano (Roma, n. 1957)

## Artisti marziali misti(1)
- Mauro Cerilli, artista marziale misto italiano (Terracina, n. 1983)

## Astisti(1)
- Mauro Barella, ex astista italiano (Palermo, n. 1956)

## Astronomi(2)
- Mauro Graziani, astronomo italiano
- Mauro Vittorio Zanotta, astronomo italiano (Laino, n. 1963 - Monte Bianco, † 2009)

## Atleti paralimpici(1)
- Mauro Tomasi, atleta paralimpico italiano (Ala, n. 1968)

## Attori(8)
- Mauro Avogadro, attore e regista italiano (Torino, n. 1951)
- Mauro Carli, attore e modello italiano (Roma, n. 1961)
- Mauro Di Francesco, attore e cabarettista italiano (Milano, n. 1951)
- Mauro Meconi, attore italiano (Roma, n. 1980)
- Mauro Mendonça, attore brasiliano (Ubá, n. 1931)
- Mauro Pirovano, attore italiano (Genova, n. 1956)
- Mauro Serio, attore e conduttore televisivo italiano (Taranto, n. 1960)
- Mauro Vestri, attore italiano (Genova, n. 1938 - Roma, † 2015)

## Attori teatrali(1)
- Mauro Mandolini, attore teatrale, regista teatrale e drammaturgo italiano (Roma, n. 1965)

## Avvocati(2)
- Mauro Mellini, avvocato, politico e saggista italiano (Civitavecchia, n. 1927 - Roma, † 2020)
- Mauro Pennacchio, avvocato e politico italiano (Lavello, n. 1923 - Bari, † 2017)

## Batteriologi(1)
- Mauro Jatta, batteriologo e chimico italiano (Ruvo di Puglia, n. 1867 - Ruvo di Puglia, † 1918)

## Batteristi(1)
- Mauro Spina, batterista, compositore e arrangiatore italiano (San Ferdinando di Puglia, n. 1953)

## Bibliotecari(1)
- Mauro Guerrini, bibliotecario italiano (Vinci, n. 1953)

## Biblisti(1)
- Mauro Pesce, biblista e storico delle religioni italiano (Genova, n. 1941)

## Biologi(1)
- Mauro Mariani, biologo italiano (Milano, n. 1948)

## Canoisti(1)
- Mauro Crenna, canoista italiano (n. 1991)

## Canottieri(3)
- Mauro Jagodnich, ex canottiere italiano (Trieste, n. 1967)
- Mauro Martelli, canottiere italiano (Livorno, n. 1966)
- Mauro Mulazzani, canottiere italiano (Napoli, n. 1980)

## Cantanti(3)
- Mauro Ermanno Giovanardi, cantante, produttore discografico e bassista italiano (Monza, n. 1962)
- Sergio Mauri, cantante italiano (La Spezia, n. 1939)
- Mauro Scocco, cantante e polistrumentista svedese (Stoccolma, n. 1962)

## Cantautori(4)
- Mauro Di Maggio, cantautore italiano (Roma, n. 1977)
- Mao, cantautore e compositore italiano (Torino, n. 1971)
- Mauro Lusini, cantautore, compositore e produttore discografico italiano (Siena, n. 1945)
- Mauro Pelosi, cantautore italiano (Roma, n. 1949)

## Cardinali(2)
- Mauro Gambetti, cardinale, arcivescovo cattolico e religioso italiano (Castel San Pietro Terme, n. 1965)
- Mauro Piacenza, cardinale e arcivescovo cattolico italiano (Genova, n. 1944)

## Cavalieri(2)
- Mauro Checcoli, cavaliere, dirigente sportivo e progettista italiano (Bologna, n. 1943)
- Mauro Roman, cavaliere italiano (Trieste, n. 1954)

## Cestisti(11)
- Mauro Bonaiuti, ex cestista italiano (Bologna, n. 1978)
- Mauro Bonino, ex cestista e allenatore di pallacanestro italiano (Sanremo, n. 1963)
- Mauro Calamia, ex cestista italiano (Torino, n. 1980)
- Mauro Cerioni, ex cestista italiano (Castelvetro Piacentino, n. 1948)
- Mauro Morri, ex cestista italiano (Rimini, n. 1977)
- Mauro Piccoli, ex cestista italiano (Spresiano, n. 1967)
- Mauro Pinton, ex cestista italiano (Venezia, n. 1984)
- Mauro Procaccini, ex cestista e allenatore di pallacanestro italiano (Pesaro, n. 1961)
- Mauro Salvaneschi, ex cestista italiano (Broni, n. 1956)
- Mauro Sartori, ex cestista e dirigente sportivo italiano (Conegliano, n. 1970)
- Mauro Zubiaurre, cestista uruguaiano (Montevideo, n. 1994)

## Chitarristi(4)
- Mauro Bertoli, chitarrista e cantante italiano (Bologna, n. 1945)
- Mauro Di Domenico, chitarrista, compositore e arrangiatore italiano (Napoli, n. 1955)
- Mauro Giuliani, chitarrista, compositore e violoncellista italiano (Bisceglie, n. 1781 - Napoli, † 1829)
- Mauro Patelli, chitarrista italiano (Bologna, n. 1957)

## Ciclisti su strada(17)
- Mauro Bettin, ex ciclista su strada e mountain biker italiano (Miane, n. 1968)
- Mauro Da Dalto, ex ciclista su strada italiano (Conegliano Veneto, n. 1981)
- Mauro De Pellegrin, ex ciclista su strada italiano (Castelnovo di Sotto, n. 1955)
- Mauro Facci, ex ciclista su strada italiano (Vicenza, n. 1982)
- Mauro Finetto, ex ciclista su strada italiano (Tregnago, n. 1985)
- Mauro Gerosa, ex ciclista su strada italiano (Oggiono, n. 1974)
- Mauro Gianneschi, ciclista su strada italiano (Ponte Buggianese, n. 1931 - Altopascio, † 2016)
- Mauro Longo, ex ciclista su strada italiano (Mirano, n. 1960)
- Mauro Radaelli, ex ciclista su strada italiano (Caravaggio, n. 1967)
- Mauro Ribeiro, ex ciclista su strada brasiliano (Curitiba, n. 1964)
- Mauro Santambrogio, ex ciclista su strada italiano (Erba, n. 1984)
- Mauro Antonio Santaromita, ex ciclista su strada italiano (Varese, n. 1964)
- Mauro Schmid, ciclista su strada e pistard svizzero (Bülach, n. 1999)
- Mauro Simonetti, ciclista su strada italiano (Livorno, n. 1948)
- Mauro Vannucchi, ex ciclista su strada italiano (Prato, n. 1948)
- Mauro Zanetti, ex ciclista su strada italiano (Iseo, n. 1973)
- Mauro Zinetti, ex ciclista su strada italiano (Gazzaniga, n. 1975)

## Compositori(7)
- Mauro Bortolotti, compositore italiano (Narni, n. 1926 - Roma, † 2007)
- Mauro Cardi, compositore italiano (Roma, n. 1955)
- Mauro Casini, compositore e direttore d'orchestra italiano (Orentano, n. 1921 - Evanston, † 1983)
- Mauro Palmas, compositore, mandolinista e polistrumentista italiano (Cagliari, n. 1956)
- Mauro Paoluzzi, compositore, arrangiatore e produttore discografico italiano (Roma, n. 1949)
- Mauro Sabbione, compositore, pianista e tastierista italiano (Genova, n. 1957 - Milano, † 2022)
- Mauro Tabasso, compositore, arrangiatore e direttore d'orchestra italiano (n. 1965)

## Conduttori radiofonici(3)
- Mauro Casciari, conduttore radiofonico, annunciatore televisivo e personaggio televisivo italiano (Perugia, n. 1973)
- Mauro Marino, conduttore radiofonico, personaggio televisivo e disc jockey italiano (Saluzzo, n. 1967)
- Mauro e Andrea, conduttore radiofonico italiano (Maddaloni, n. 1983)

## Cuochi(2)
- Mauro Colagreco, cuoco argentino (La Plata, n. 1976)
- Mauro Uliassi, cuoco italiano (Senigallia, n. 1958)

## Danzatori(1)
- Mauro Bigonzetti, ballerino e coreografo italiano (Roma, n. 1960)

## Direttori della fotografia(1)
- Mauro Fiore, direttore della fotografia italiano (Marzi, n. 1964)

## Direttori di coro(1)
- Mauro Marchetti, direttore di coro italiano (Roma)

## Dirigenti pubblici(3)
- Mauro Felicori, dirigente pubblico italiano (Bologna, n. 1952)
- Mauro Masi, dirigente pubblico italiano (Civitavecchia, n. 1952)
- Mauro Moretti, dirigente pubblico italiano (Rimini, n. 1953)

## Dirigenti sportivi(12)
- Mauro Balata, dirigente sportivo italiano (Tempio Pausania, n. 1963)
- Mauro Battaglini, dirigente sportivo e procuratore sportivo italiano (Pietrasanta, n. 1949 - Vigevano, † 2020)
- Mauro Bertarelli, dirigente sportivo, allenatore di calcio e ex calciatore italiano (Arezzo, n. 1970)
- Mauro Briano, dirigente sportivo e ex calciatore italiano (Carmagnola, n. 1975)
- Mauro Cetto, dirigente sportivo e ex calciatore argentino (Rosario, n. 1982)
- Mauro Facci, dirigente sportivo, allenatore di calcio e ex calciatore italiano (Latina, n. 1971)
- Mauro Gianetti, dirigente sportivo e ex ciclista su strada svizzero (Lugano, n. 1964)
- Mauro Melotti, dirigente sportivo, allenatore di calcio e ex calciatore italiano (Modena, n. 1952)
- Mauro Meluso, dirigente sportivo e ex calciatore italiano (Cosenza, n. 1965)
- Mauro Milanese, dirigente sportivo, allenatore di calcio e ex calciatore italiano (Trieste, n. 1971)
- Matteo Tosatto, dirigente sportivo e ex ciclista su strada italiano (Castelfranco Veneto, n. 1974)
- Mauro Vegni, dirigente sportivo italiano (Cetona, n. 1959)

## Disc jockey(2)
- Mauro Picotto, disc jockey e musicista italiano (Cavour, n. 1966)
- Mauro Pilato, disc jockey e produttore discografico argentino (Buenos Aires, n. 1959)

## Disegnatori(1)
- Solatium, disegnatore italiano (Napoli, n. 1859 - Napoli, † 1933)

## Divulgatori scientifici(1)
- Mauro Cerasoli, divulgatore scientifico italiano (Roma, n. 1945)

## Doppiatori(2)
- Mauro Gravina, doppiatore, direttore del doppiaggio e attore italiano (Roma, n. 1957)
- Mauro Zambuto, doppiatore italiano (Sant'Ambrogio di Torino, n. 1918 - Sarasota, † 2011)

## Economisti(2)
- Mauro Bonaiuti, economista italiano (n. 1962)
- Mauro Gallegati, economista italiano (Macerata, n. 1958)

## Educatori(1)
- Mauro Spagnoletti, educatore, storico e giornalista italiano (Molfetta, n. 1922 - Bari, † 1991)

## Fantini(1)
- Mauro Matteucci, fantino italiano (Civita Castellana, n. 1956)

## Filosofi(4)
- Mauro Carbone, filosofo, saggista e traduttore italiano (Mantova, n. 1956)
- Mauro Ceruti, filosofo e politico italiano (Cremona, n. 1953)
- Mauro Di Giandomenico, filosofo e storico della scienza italiano (Carunchio, n. 1942)
- Mauro Dorato, filosofo italiano (Roma, n. 1960)

## Fondisti di corsa in montagna‎(1)
- Mauro Lanfranchi, fondista di corsa in montagna italiano (Casnigo, n. 1978)

## Fotografi(1)
- Mauro Tozzi, fotografo e direttore artistico italiano (Siena, n. 1955)

## Fotoreporter(1)
- Mauro Galligani, fotoreporter italiano (Sinalunga, n. 1940)

## Fumettisti(6)
- Mauro Boselli, fumettista e curatore editoriale italiano (Milano, n. 1953)
- Mauro Laurenti, fumettista italiano (Roma, n. 1957)
- Mauro Marcheselli, fumettista e curatore editoriale italiano (Melara, n. 1953)
- Mauro Marchesi, fumettista e illustratore italiano (Verona, n. 1964)
- Mauro Talarico, fumettista italiano (Roma, n. 1953)
- Mauro Uzzeo, fumettista e regista italiano (Marino, n. 1979)

## Generali(1)
- Mauro Del Vecchio, generale e politico italiano (Roma, n. 1946 - Milano, † 2025)

## Giavellottisti(1)
- Mauro Fraresso, giavellottista italiano (Castelfranco Veneto, n. 1993)

## Giocatori di calcio a 5(4)
- Mauro Canal, giocatore di calcio a 5 brasiliano (Bebedouro, n. 1986)
- Mauro Brasília, ex giocatore di calcio a 5 brasiliano (n. 1960)
- Mauro Castagna, giocatore di calcio a 5 italiano (Lecco, n. 1994)
- Mauro Roibal, ex giocatore di calcio a 5 uruguaiano (n. 1971)

## Giornalisti(17)
- Mauro Bonato, giornalista, politico e editore italiano (Verona, n. 1959)
- Mauro Carbonaro, giornalista e scrittore italiano (Roma, n. 1980)
- Mauro Castagnaro, giornalista, politologo e editore italiano (Crema, n. 1963)
- Mauro Coppini, giornalista italiano (Genova, n. 1944)
- Mauro De Mauro, giornalista italiano (Foggia, n. 1921 - Palermo, † 1970)
- Mauro Denigris, giornalista italiano (Aarberg, n. 1972)
- Mauro Fabi, giornalista, scrittore e poeta italiano (Roma, n. 1959)
- Mauro Macchi, giornalista, patriota e politico italiano (Milano, n. 1818 - Roma, † 1880)
- Mauro Magni, giornalista e scrittore italiano (Milano, n. 1920 - Milano, † 2012)
- Mauro Mazza, giornalista e scrittore italiano (Roma, n. 1955)
- Mauro Neri, giornalista e scrittore italiano (Trento, n. 1950)
- Mauro Pigozzo, giornalista e scrittore italiano (Castelfranco Veneto, n. 1980)
- Mauro Ronconi, giornalista, scrittore e critico musicale italiano (Formello, n. 1958)
- Mauro Suma, giornalista e telecronista sportivo italiano (Milano, n. 1965)
- Mauro Suttora, giornalista e saggista italiano (Milano, n. 1959)
- Mauro Tedeschini, giornalista italiano (Modena, n. 1955)
- Mauro Zambellini, giornalista e scrittore italiano

## Giuristi(4)
- Mauro Angioni, giurista e politico italiano (Sassari, n. 1880 - Cagliari, † 1969)
- Mauro Bussani, giurista italiano (Trieste, n. 1959)
- Mauro Del Giudice, giurista, magistrato e scrittore italiano (Rodi Garganico, n. 1857 - Roma, † 1951)
- Mauro Politi, giurista e magistrato italiano (Fabrica di Roma, n. 1944)

## Hockeisti su ghiaccio(2)
- Mauro Jörg, hockeista su ghiaccio svizzero (Coira, n. 1990)
- Mauro Zanetti, ex hockeista su ghiaccio svizzero (n. 1988)

## Imprenditori(2)
- Mauro Saviola, imprenditore italiano (Viadana, n. 1938 - Viadana, † 2009)
- Mauro Turrisi, imprenditore e politico italiano (Palermo, n. 1856 - Fiuggi, † 1912)

## Ingegneri(5)
- Mauro Amoruso-Manzari, ingegnere, architetto e urbanista italiano (Bari, n. 1872 - Bari, † 1935)
- Mauro Ferrari, ingegnere italiano (Udine, n. 1959)
- Mauro Forghieri, ingegnere, progettista e dirigente sportivo italiano (Modena, n. 1935 - Modena, † 2022)
- Mauro Eugenio Giuliani, ingegnere italiano (Milano, n. 1965)
- Mauro Sentinelli, ingegnere e dirigente d'azienda italiano (Roma, n. 1947 - Roma, † 2020)

## Insegnanti(2)
- Mauro Baranzini, docente e economista svizzero (Bellinzona, n. 1944)
- Mauro Carella, insegnante italiano (Canosa di Puglia, n. 1888 - Canosa di Puglia, † 1979)

## Lunghisti(1)
- Mauro Vinícius da Silva, lunghista brasiliano (Presidente Prudente, n. 1986)

## Magistrati(2)
- Mauro Morrone, magistrato e politico italiano (Torre Annunziata, n. 1812 - Napoli, † 1888)
- Mauro Tumminelli, giudice e politico italiano (Caltanissetta, n. 1778 - Palermo, † 1852)

## Matematici(3)
- Mauro Francaviglia, matematico e fisico italiano (Torino, n. 1953 - Arcavacata, † 2013)
- Mauro Palma, matematico e giurista italiano (Roma, n. 1948)
- Mauro Picone, matematico italiano (Palermo, n. 1885 - Roma, † 1977)

## Medici(2)
- Mauro Rusconi, medico e naturalista italiano (Pavia, n. 1776 - Cadenabbia, † 1849)
- Mauro Salizzoni, medico e politico italiano (Ivrea, n. 1948)

## Militari(1)
- Mauro Gigli, militare italiano (Sassari, n. 1969 - Herat, † 2010)

## Montatori(1)
- Mauro Bonanni, montatore italiano (Roma, n. 1948 - Roma, † 2022)

## Musicisti(3)
- Mauro Ferrara, musicista e cantante italiano (Argenta, n. 1948)
- Mauro Malavasi, musicista, paroliere e arrangiatore italiano (Mirandola, n. 1957)
- Teho Teardo, musicista e compositore italiano (Pordenone, n. 1966)

## Navigatori(1)
- Mauro Mancini, marinaio, scrittore e giornalista italiano (Castiglioncello, n. 1927 - Isole Falkland, † 1978)

## Nobili(1)
- Mauro Győr, nobile ungherese

## Nuotatori(4)
- Mauro Calligaris, nuotatore italiano (Trieste, n. 1952 - Voghera, † 2000)
- Mauro Gallo, ex nuotatore italiano (Mirano, n. 1979)
- Mauro Marini, ex nuotatore italiano
- Mauro Rodella, nuotatore italiano (Torino, n. 1963)

## Orientalisti(1)
- Mauro Zonta, orientalista italiano (Pavia, n. 1968 - Pavia, † 2017)

## Ostacolisti(1)
- Mauro Rossi, ex ostacolista italiano (Roma, n. 1973)

## Pallavolisti(1)
- Mauro Gavotto, pallavolista italiano (Cuneo, n. 1979)

## Parolieri(1)
- Mauro Repetto, paroliere italiano (Genova, n. 1968)

## Partigiani(1)
- Mauro Galleni, partigiano, politico e scrittore italiano (Carrara, n. 1923 - Roma, † 2001)

## Pentatleti(1)
- Mauro Prosperi, pentatleta e ultramaratoneta italiano (Roma, n. 1955)

## Personaggi televisivi(1)
- Mauro Coruzzi, personaggio televisivo, conduttore radiofonico e cantante italiano (Langhirano, n. 1955)

## Pianisti(1)
- Mauro Grossi, pianista, compositore e arrangiatore italiano (Livorno, n. 1959)

## Piloti automobilistici(5)
- Mauro Baldi, ex pilota automobilistico italiano (Reggio Emilia, n. 1954)
- Mauro Bianchi, pilota automobilistico italiano (Milano, n. 1937)
- Mauro Nesti, pilota automobilistico italiano (Bardalone, n. 1935 - Bardalone, † 2013)
- Mauro Pane, pilota automobilistico e stuntman italiano (n. 1963 - † 2014)
- Mauro Pregliasco, ex pilota automobilistico e imprenditore italiano (Millesimo, n. 1944)

## Piloti motociclistici(2)
- Mauro Lucchiari, pilota motociclistico italiano (Monselice, n. 1968)
- Mauro Sanchini, pilota motociclistico italiano (Pesaro, n. 1969)

## Pittori(13)
- Mauro Chessa, pittore italiano (Torino, n. 1933 - Torino, † 2022)
- Mauro Conconi, pittore italiano (Milano, n. 1815 - Milano, † 1860)
- Mauro Fondi, pittore italiano (Pistoia, n. 1913 - Milano, † 1988)
- Mauro Gandolfi, pittore italiano (Bologna, n. 1764 - Bologna, † 1834)
- Mauro Maffucci, pittore e pilota motociclistico italiano (Gallicano, n. 1929)
- Mauro Masi, pittore italiano (Potenza, n. 1920 - Roma, † 2011)
- Maupal, pittore e writer italiano (Roma, n. 1972)
- Mauro Modin, pittore italiano (Bergamo, n. 1963)
- Mauro Oddi, pittore, architetto e incisore italiano (Parma, n. 1639 - Parma, † 1702)
- Mauro Picenardi, pittore italiano (Crema, n. 1735 - Bergamo, † 1809)
- Mauro Reggiani, pittore italiano (Nonantola, n. 1897 - Milano, † 1980)
- Mauro Soderini, pittore italiano (Firenze, n. 1704 - Firenze)
- Mauro Antonio Tesi, pittore, incisore e architetto italiano (Zocca, n. 1730 - Bologna, † 1766)

## Poeti(1)
- Mauro Marè, poeta italiano (Roma, n. 1935 - Roma, † 1993)

## Polistrumentisti(1)
- Mauro Pagani, polistrumentista, compositore e produttore discografico italiano (Chiari, n. 1946)

## Politici(48)
- Mauro Agostini, politico e dirigente d'azienda italiano (Narni, n. 1952)
- Mauro Barni, politico italiano (Siena, n. 1927 - Siena, † 2017)
- Mauro Betta, politico italiano (Trento, n. 1953)
- Mauro Bordon, politico italiano (Pont-Saint-Martin, n. 1914 - Nus, † 1995)
- Mauro Bubbico, politico italiano (Roma, n. 1928 - Milano, † 1991)
- Mauro Bulgarelli, politico e scrittore italiano (Modena, n. 1954)
- Mauro Chiabrando, politico italiano (Pinerolo, n. 1932 - Pinerolo, † 2016)
- Mauro Chianale, politico italiano (Chivasso, n. 1958)
- Mauro Chiaruzzi, politico sammarinese (Chiesanuova, n. 1952)
- Mauro Coltorti, politico italiano (Jesi, n. 1954)
- Mauro Cutrufo, politico italiano (Roma, n. 1956)
- Mauro D'Attis, politico italiano (Galatina, n. 1973)
- Mauro Del Barba, politico italiano (Morbegno, n. 1970)
- Mauro Del Bue, politico, giornalista e storico italiano (Reggio Emilia, n. 1951)
- Mauro Dragoni, politico italiano (Fusignano, n. 1951 - † 2006)
- Mauro Dutto, politico e giornalista italiano (Viareggio, n. 1941 - Roma, † 1992)
- Mauro Fabris, politico e dirigente sportivo italiano (Camisano Vicentino, n. 1958)
- Mauro Favilla, politico italiano (Lucca, n. 1934 - Lucca, † 2021)
- Mauro Febbo, politico italiano (Chieti, n. 1958)
- Mauro Ferri, politico e avvocato italiano (Roma, n. 1920 - Roma, † 2015)
- Mauro Gattinoni, politico e manager italiano (Lecco, n. 1977)
- Mauro Guerra, politico italiano (Como, n. 1957)
- Mauro Ianniello, politico italiano (Casoria, n. 1927 - Roma, † 1999)
- Mauro Laus, politico e imprenditore italiano (Lavello, n. 1966)
- Mauro Libè, politico italiano (Fiorenzuola d'Arda, n. 1961)
- Mauro Silvano Lombardi, politico e partigiano italiano (Carrara, n. 1922 - Massa, † 1973)
- Mauro Lucentini, politico italiano (Montegranaro, n. 1973)
- Mauro Malaguti, politico e giornalista italiano (Ferrara, n. 1960)
- Mauro Maria Marino, politico italiano (Torino, n. 1963)
- Mauro Michielon, politico italiano (Aarau, n. 1960)
- Mauro Olivi, politico italiano (Bologna, n. 1937)
- Mauro Ottobre, politico italiano (Arco, n. 1974)
- Mauro Paissan, politico e giornalista italiano (Trento, n. 1947)
- Mauro Pedrazzini, politico liechtensteinese (Eschen, n. 1965)
- Mauro Carlo Pennacchiotti, politico italiano (Massa, n. 1923 - Massa, † 2020)
- Mauro Pili, politico e giornalista italiano (Carbonia, n. 1966)
- Mauro Polli, politico italiano (Domodossola, n. 1952)
- Mauro Rotelli, politico italiano (Viterbo, n. 1971)
- Mauro Sanguineti, politico italiano (Genova, n. 1946)
- Mauro Santoni, politico italiano (Castelfiorentino, n. 1928)
- Mauro Scoccimarro, politico e partigiano italiano (Udine, n. 1895 - Roma, † 1972)
- Mauro Seppia, politico e sindacalista italiano (Laterina, n. 1940)
- Mauro Sutto, politico italiano (Motta di Livenza, n. 1980)
- Mauro Tarchi, politico italiano (San Giovanni Valdarno, n. 1951)
- Mauro Tognoni, politico e sindacalista italiano (Boccheggiano, n. 1924 - † 1996)
- Mauro Tuena, politico svizzero (Zurigo, n. 1972)
- Mauro Vannoni, politico italiano (Buonconvento, n. 1949)
- Mauro Venegoni, politico e partigiano italiano (Legnano, n. 1903 - Busto Arsizio, † 1944)

## Poliziotti(1)
- Mauro Mitilini, carabiniere italiano (Casoria, n. 1969 - Bologna, † 1991)

## Presbiteri(2)
- Mauro Mantovani, presbitero e filosofo italiano (Moncalieri, n. 1966)
- Mauro Wolter, presbitero tedesco (Bonn, n. 1825 - Beuron, † 1890)

## Produttori cinematografici(1)
- Mauro Berardi, produttore cinematografico italiano (Roma, n. 1943)

## Produttori discografici(1)
- Mauro Ferrucci, produttore discografico e disc jockey italiano (Venezia, n. 1963)

## Pugili(1)
- Mauro Galvano, ex pugile italiano (Roma, n. 1964)

## Rapper(2)
- Duki, rapper argentino (Buenos Aires, n. 1996)
- Lit Killah, rapper e cantante argentino (González Catán, n. 1999)

## Registi(12)
- Mauro Andrizzi, regista cinematografico e sceneggiatore argentino (Mar del Plata, n. 1980)
- Mauro Aragoni, regista e sceneggiatore italiano (Tortolì, n. 1988)
- Mauro Bolognini, regista e sceneggiatore italiano (Pistoia, n. 1922 - Roma, † 2001)
- Mauro Caputo, regista, sceneggiatore e produttore cinematografico italiano (Trieste, n. 1974)
- Mauro Conciatori, regista cinematografico italiano (Roma, n. 1957)
- Mauro Ivaldi, regista e sceneggiatore italiano (Milano, n. 1942 - † 1993)
- Mauro Macario, regista, drammaturgo e poeta italiano (Santa Margherita Ligure, n. 1947)
- Mauro Mancini, regista e sceneggiatore italiano (Pontecorvo, n. 1978)
- Mauro Marinello, regista televisivo italiano (Ivrea, n. 1962)
- Mauro Mingardi, regista cinematografico italiano (Bologna, n. 1939 - Bologna, † 2009)
- Mauro Morassi, regista e sceneggiatore italiano (Trento, n. 1925 - Isoka, † 1966)
- Mauro Severino, regista e sceneggiatore italiano (Castiglione della Pescaia, n. 1936 - Roma, † 2022)

## Religiosi(2)
- Mauro Jöhri, religioso svizzero (Bivio, n. 1947)
- Mauro Sarti, religioso e storico italiano (Medicina, n. 1709 - Roma, † 1766)

## Restauratori(1)
- Mauro Pellicioli, restauratore e pittore italiano (Lonno, n. 1887 - Bergamo, † 1974)

## Rugbisti a 15(3)
- Mauro Bergamasco, ex rugbista a 15 italiano (Padova, n. 1979)
- Mauro Dal Sie, ex rugbista a 15 e allenatore di rugby a 15 italiano (Musile di Piave, n. 1967)
- Mauro Gardin, ex rugbista a 15 e allenatore di rugby a 15 italiano (Padova, n. 1961)

## Scacchisti(1)
- Mauro Petrolo, scacchista italiano (Roma, n. 1971)

## Sceneggiatori(2)
- Mauro Caporiccio, sceneggiatore italiano (Fondi, n. 1963)
- Mauro Graiani, sceneggiatore e regista italiano

## Schermidori(2)
- Mauro Numa, schermidore italiano (Venezia, n. 1961)
- Mauro Racca, schermidore italiano (Torino, n. 1912 - Padova, † 1977)

## Sciatori alpini(1)
- Mauro Caviezel, ex sciatore alpino svizzero (Zurigo, n. 1988)

## Scrittori(6)
- Mauro Biglino, scrittore italiano (Torino, n. 1950)
- Mauro Covacich, scrittore italiano (Trieste, n. 1965)
- Mauro Curradi, scrittore italiano (Pisa, n. 1925 - † 2005)
- Mauro Garofalo, scrittore e giornalista italiano (Roma, n. 1974)
- Mauro Antonio Miglieruolo, scrittore italiano (Grotteria, n. 1942)
- Mauro Raccasi, scrittore, giornalista e sceneggiatore italiano (Parma, n. 1959)

## Scultori(2)
- Mauro Berrettini, scultore italiano (Buonconvento, n. 1943)
- Mauro Staccioli, scultore italiano (Volterra, n. 1937 - Milano, † 2018)

## Semiologi(1)
- Mauro Wolf, semiologo e sociologo italiano (Trento, n. 1947 - Cagiallo, † 1996)

## Siepisti(1)
- Mauro Pregnolato, ex siepista italiano (n. 1964)

## Sindacalisti(1)
- Mauro Nobilia, sindacalista e politico italiano (Roma, n. 1947 - † 2025)

## Sociologi(4)
- Mauro Ferraresi, sociologo italiano (Mantova, n. 1958)
- Mauro Iasi, sociologo, storico e politico brasiliano (San Paolo, n. 1960)
- Mauro Rostagno, sociologo, giornalista e attivista italiano (Torino, n. 1942 - Lenzi di Valderice, † 1988)
- Mauro Valeri, sociologo, psicoterapeuta e scrittore italiano (Vittorito, n. 1960 - Roma, † 2019)

## Storici(2)
- Mauro Canali, storico italiano (Roma, n. 1942)
- Mavro Orbini, storico dalmata (Ragusa, n. 1563 - Ragusa, † 1614)

## Taekwondoka(1)
- Mauro Sarmiento, taekwondoka italiano (Casoria, n. 1983)

## Tennisti(1)
- Mauro Menezes, ex tennista brasiliano (San Paolo, n. 1963)

## Teologi(1)
- Mauro Cozzoli, teologo italiano (Bisceglie, n. 1946)

## Tiratori a volo(1)
- Mauro De Filippis, tiratore a volo italiano (Taranto, n. 1980)

## Trombettisti(1)
- Mauro Maur, trombettista italiano (Trieste, n. 1958)

## Trombonisti(1)
- Mauro Ottolini, trombonista, compositore e direttore d'orchestra italiano (Bussolengo, n. 1972)

## Velisti(1)
- Mauro Pelaschiar, velista italiano (Monfalcone, n. 1949)

## Velocisti(1)
- Mauro Zuliani, ex velocista italiano (Milano, n. 1959)

## Vescovi(4)
- Mauro di Parenzo, vescovo romano
- Mauro di Cesena, vescovo e monaco cristiano italiano († 946)
- Mauro di Veroli, vescovo italiano
- Mauro di Piacenza, vescovo e santo italiano († 449)

## Vescovi cattolici(2)
- Mauro Maria Morfino, vescovo cattolico italiano (Arborea, n. 1958)
- Mauro Parmeggiani, vescovo cattolico italiano (Reggio nell'Emilia, n. 1961)

## Violinisti(1)
- Mauro D'Alay, violinista e compositore italiano (Parma - Parma, † 1757)

## Senza attività specificata(1)
- Mauro Biani, vignettista, illustratore e blogger italiano (Roma, n. 1967)